# Makoto Ikeda
Makoto Ikeda (池田 誠 Ikeda Makoto?), född 8 juli 1977 i Niigata prefektur, är en japansk före detta fotbollsspelare.
Ikeda började sin karriär i Albirex Niigata. Han avslutade karriären 1999.